# Navadna pripoved o jeznem Janeszu
Navadna pripoved o jeznem Janeszu je mladinski roman Gorana Gluvića , ki ga je leta 1991 izdal v  Jurčičevi zbirki.
Tema romana je pripoved o neprilagodljivem mladostniku, ki svoje bistvo išče v prenavljanju sveta, ki pa ga vedno znova razočara. Dneve preživlja tako, da venomer tuhta o svoji naslednji potezi, ki bi zapolnila njegovo praznino in prenovila okolje v katerem živi. Ves čas blodi in halucinira, ter se seli iz bolnišnice v zapor in spet nazaj. Vsa njegova dejanja pa opazuje in ostro obsoja Rabelj v njegovi glavi, ki se nad njim izživlja vsakič ko zaspi.

## Vsebina

### 1-10
Janesz se sprehaja po v Ljubljani, kjer se na Tromostovju sooči s prodajalko v trafiki, ki mu pred desetimi meseci, ker ni imel denarja, ni želela dati časopisa, zato ji je trafiko zažgal. Tokrat ji denar pokaže in dobi časopis. Obseden je z informacijami, zato v svojem stanovanju kopiči in zlaga časopise, da bi bil čim bolj obveščen o dogajanju v svetu. Poišče megafon in se odpravi na ulico, kjer sreča nenavadnega moškega s črnim klobukom. Močno kritizira Ljubljano, saj meni, da ne spominja na staro Evropo. Zaradi obsedenosti z novicami krade in kupuje časopise, svoje ideje pa predstavlja tudi ljudem na ulici in jih poziva, naj zapustijo Ljubljano. Za pozornost se vrže na pločnik in začne močno krvaveti in omedli.
V stanju omedlevice se sreča z namišljenim Rabljem, ki ga v jezi porine, da pade skozi okno preiskovalnega zapora. Zbudi se in ugotovi, da je v bolnici. Takoj prosi medicinsko sestro, da mu prinese časopise ta pa mu pove, da zaradi praznika časopisi ne izhajajo, kar Janesza zelo razjezi. Hodi po časopisnih podjetjih in prosi za stare izide, v iskanju informacij pa vdira v čitalnice in išče časopise na deponijah papirja. Zaradi obsedenosti večkrat doživi fizične napade in hospitalizacije. Kljub temu, da večkrat poskusi narediti samomor, mu misel na smrt kmalu postane dolgočasna.
Janesza ponoči ponovno izpustijo iz bolnice, ker moti druge bolnike. Takoj teče do trafike, vendar izve, da časopisov za tisti dan še niso dostavili. Pobesni in začne vpiti po ulici, potem pa ga nekdo močno udari in Janesz se zgrudi po tleh. Ponovno se sreča z namišljenim Rabljem, ter ga začne daviti. Preden ga dokončno zadavi, pa ga nekdo predrami. Hitro ugotovi da je zopet v bolnici, kjer slepo išče sogovorca, vendar se mu nihče ne zdi dovolj pameten za pogovor. Do njega stopijo trije zdravniki in mu povedo, da ga ne bodo več sprejemali v bolnico, ker sumijo, da se namenoma izpostavlja in poškoduje, da bi lahko bival v bolnici. Povedo mu, da ga bodo prestavili na psihiatrični oddelek. Naslednji dan ko stopijo v sobo ugotovijo, da je Janeszova postelja prazna.

### 10-20
Janesz zbeži iz bolnišnice saj ve, da bi ga tam oddaljili od načrta za prenovo Evrope. Ko prispe domov ugotovi, da so vsi njegovi časopisi izginili, kar ga spravi v ogromen stres in se zjoče. Zave se, da z jokom ne bo dosegel ničesar in se odloči, da bo pozabil na pretekle dogodke. Odpravi se v mesto, da bi poiskal megafon, ki ga je na eni od svojih akcij izgubil, potem pa ga nekdo brcne. Ta moški, ki je tudi pripovedovalec zgodbe, mu pove da je čakal 20 let na priložnost, da bi se maščeval za brco, ki jo je Janesz pred leti dal njemu. Pogovarjata se o njegovem preteklih dogodkih, kjer svojo žalosti in mu pove, da ga nihče ne mara. Pripovedovalec ga povabi k sebi domov, da se pogovorita. 
Janesz razmišlja o letu 1968, ko je gledal študente, ki so se upirali vladajočim strukturam in o svoji vlogi v družbi. Odloči se, da se bo uprl svojim staršem. Pove očetu, da ga prezira in da ne želi njegove žepnine, saj noče biti del prevladujoče strukture. Odreče se svojih staršev in zapusti dom, pri tem pa v svoji sobi napiše sporočilo: „Zbogom socialistični buržuji, pa čeprav sta moja starša.“ Nekaj tednov se potika po Ljubljani, dokler ga ne zgrabi policija in ga pripelje na Povšetovo. Po njegovi izpustitvi, za kar je zaslužen njegov oče, ga ta čaka v avtu, vendar Janesz zavrne vsak stik z njim in nadaljuje svojo pot. Na avtobusni postaji sliši pogovor o študentskem uporu v Beogradu in se odloči, da se ga bo udeležil. Odpravi se na železniško postajo, a se pomotoma usede na napačen vlak in se odpelje proti Postojni. Zbudi se na Reki, kjer poskuša kupiti novo karto za Beograd vendar ugotovi, da mu je nekdo ukradel denarnico. Zapusti železniško postajo in si prizna, da je nemočen. Sprehaja se po Reških ulicah in se domisli, da se bo na skrivaj pretihotapil na vagon za ovce. Ko prispe v Sarajevo ga izčrpanega in smrdljivega najdejo železničarji, ki takoj pokličejo rešilca.

### 20-30
V Sarajevski bolnišnici ga predrami zaskrbljeni oče. Čeprav mu Janesz obljubi, da se bo vrnil v Ljubljano, se odpravi v Beograd. Ko prispe ugotovi, da so študentski nemiri v tistem letu končani in se skesano vrne domov, ter prizna svojo napako staršema. Obljubi, da se bo osredotočil na študij in uspešno opravi izpite. Kljub uspehu ga še vedno razjeda dejstvo, da se ni imel priložnosti boriti proti prevladujočemu sistemu. Spomladi se znova odpravi na proteste vendar ugotovi, da v Beogradu ni prišlo do nobenega nemira. Vrne se in znova opravi septembrske izpite. 
Kmalu spozna Margot, dekle, ki sicer sovraži moške. Povabi ga v svoje stanovanje, kjer se zapleteta v napet konflikt, ki vodi do tega, da Janesz izgubi zavest. Zbudi se gol in Margot obtoži posilstva. Ona mu pove, da poskuša pritegniti pozornost novinarjev kot sta to nekoč storila Yoko Ono in John Lennon, ko sta naga ležala na postelji, protestirala in čakala na novinarje. Janesz razume njeno željo in tako tri tedne čakata na novinarje, vendar se nihče ne prikaže. Odločita se, da ne bosta več ležala in se odpravita na pico, kjer srečata dva hipija, ki načrtujeta potovanje v Evropo. Poskušata se jima pridružiti, vendar ju ustavijo že na meji, ker nimata potnih listov, in prisiljena sta se vrniti v Ljubljano. Hitro po prihodu v Ljubljano se močno spreta in gresta vsak svojo pot. Janesz se vrne domov, kjer zaspi na mizi. V sanjah ponovno sreča rablja, ki ga tokrat močno udari v brado.

### 30-40
Janesz trešči z brado v mizo in si pregrizne jezik. V paniki odide na ulico, kjer ga ljudje opazijo zaradi krvi, ki mu teče iz ust. Ko dva policista opazita njegovo stanje, ga vprašata, kaj je počel v gostilni Šestica. Janesz zaradi poškodovanega jezika ne more odgovoriti in razložiti, da sploh ni bil tam. Policista ga zato  aretirata in odpeljeta.
Janeszu na policiji prišijejo del jezika in mu povedo, da so ga en mesec po prejšnjem prekršku zopet ulovili, kako je grizel in jedel kozarce v gostilni Šestica, ter fizično napadel uslužbenca. Ker, zaradi poškodovanega jezika ne more odgovarjati, je obsojen na 15 dni pripora. Po 15 dneh je izpuščen in njegov jezik je spet cel. Ko se vrne domov, opazi , da je nekdo zamenjal ključavnico na vratih njegovega stanovanja. Ugotovi, da se je med njegovo odsotnostjo v stanovanje vselil mož Gregor z družino, ker so jim najemodajalci rekli, da je bilo stanovanje skaldišče časopisnega podjetja. Janesz se v obupu zjoka in začne neumorno teči, dokler se ne ustavi v Tivoliju, kjer se zgrudi po tleh in zaspi. V sanjah ponovno sreča Rablja, ki mu pove, da ga bo lovil za zmeraj. Zbudi se naslednji dan in vidi da nad njim stoji brezdomec, ki mu želi ukrasti plašč. Hitro vstane in teče do vrat pripovedovalca ter ga prosi, če lahko nekaj dni ostane pri njem, ker ga napada Rabelj. Pripovedovalec ga sprejme in mu predlaga da leže k počitku, vendar mu Janesz zabrusi, da nikoli več ne bo spal. Močno se trudi, da ne bi zaspal zato zbuja pripovedovalca in ga sili v pogovor, ta pa ne želi govoriti. Nazadnje le omaga in zaspi. V sanjah ga Rabelj zopet muči in vleče za pregriznjeni jezik.
Pripovedovalca zbudi Janeszov stok in hitro opazi, da je okoli njega mlaka krvi. Zbudi ga, on pa ga pogleda z motnimi očmi in trešči nazaj ob mizo, ter si razbije nos, pripovedovalec pa hitro pokliče rešilca. V bolnišnici pripovedovalca vprašajo, kako si je Janesz razbil nos. Pripovedovalec jim pove zgodbo, vendar mu nihče ne verjame in v slutnji, da je pretepel Janesza, pokličejo policijo.

### 40-50
Pripovedovalec je obsojen na tri mesece zapora, ker je Janesz pričal, da ga je res pretepel. Rabelj Janeszu v sanjah pove, da se mu bo maščeval, saj je ugotovil, da je član teroristične organizacije Baader Meinhof, on pa se obupano prepusti njegovim udarcem. Zopet se zbudi v bolnici in jo hitro tudi zapusti. Vrne se do svojega starega stanovanja in obuja spomine ter premišljuje o svoji prihodnosti. V obupu se poskuša obesiti na lestenec in skupaj z njim silovito trešči po tleh. Kmalu ga najde Gregor in pokliče rešilca. Ko se zbudi v Gregorju prepozna svojega starega prijatelja, ki ga ob prvem srečanju ni spoznal. Dolgo ostaneta budna in si pripovedujeta zgodbe o starih časih. Zjutraj se Janesz zbudi in ugotovi, da v sanjah ni srečal Rablja. Ker je Gregor odšel na delo in nima česa početi, se odpravi na sprehod in se odloči, da bi se rad zaposlil. Odpravi se na Zavod za zaposlovanje, kjer ugotovi, da so mu z vsemi časopisi odpeljali tudi delovno knjižico, ki jo potrebuje za delo. Uradnica ga vpraša, kaj bi rad počel in česa je sposoben . Janesz pove, da je končal višjo upravno šolo, vendar si želi dela v trafiki. Urednica mu pove, da ga bodo obvestili o boljših delovnih mestih. Trese se od jeze, vendar se odloči, da ne bo obupal in si bo uredil delovno knjižico, potem pa ga nekdo potreplja po rami. Hitro ugotovi da je Gregor, ki mu pove, da mu bo uredil delo v trafiki. Naslednji dan Janesz že sedi v trafiki, obkrožen s časopisi. 

### 50-60
Janesz se spominja, kako je prejšnji večer Gregor napil kadrovika časopisa, da sta se dogovorila za njegovo službo. Na vrata zopet potrka mož z črnim klobukom in odide. Janesz premišljuje o tem kako je bilo, ko je prvič iskal službo. Spominja se kako ga je šef Jure povabil, da se pridruži partiji. Ni se znal odločiti, zato je stekel k Margot po nasvet, potem pa je stekel nazaj do službe in povedal, da sprejme povabilo. Ženski sta mu čestitali, Šef Jure pa mu je ponudil roko v dogovor.
Veselo se je vrnil k Margot in ji povedal, da bo že naslednji teden v Partiji. Margot mu je očitala, da je slabič in bi se moral upreti njenemu nasvetu, ter da je med njima konec in ga noče nikoli več videti. Na slovesni seji, kjer so ga sprejemali v partijo, je bil popolnoma odtujen. Želel si je oditi, potem pa ga je šef okaral, zakaj je želel tako hitro zapustiti sejo. V jezi je Janesz pograbil delavno knjižico, zavpil da ne bo v partiji in odšel. Po dogodku se je še nekaj časa sprehajal po Ljubljanskih ulicah in razmišljal o tem, kako sovraži vse okoli sebe. 
Nekega dne naključno stopi mimo Filozofske fakultete in opazi protestne napise. Vstopi v upanju da bo srečal srečal Margot, v notranjosti pa opazi le kričeče in ruvajoče študente. Besen zapusti fakulteto in se odloči, da bo kupil vse časopise tistega tedna in se dodobra obvestil o vsem kar se dogaja po svetu. Zapre se v stanovanje in neprenehoma bere dva dni. Ko se obvesti o dogajanju se odloči, da bo stopil v akcijo. Še naprej kupuje in krade časopise, gleda zemljevide in razmišlja o prenovi Evrope.

### 60-70
Kmalu ugotovi, da je nepravična tista pravica, ki ni pravična, na kar je zelo ponosen. Med sprehodom po Tivoliju sreča gospoda Myhija z velikim kupom časopisov in ga prosi če lahko bere zraven. Ko skupaj bereta mu je Janesz zaupa svoje načrte o zbliževanju balkana in Evrope, Mihy  pa se mu predstavi in pove, da je tudi sam svobodomiselni umetnik. Njuno prijateljstvo traja šest mesecev. Mihy  Janeszu finančno pomaga, skupaj pa tudi bereta in se pogovarjata. Sčasoma pa se Janesz Mihyja naveliča. Nasmehne se mu sreča, saj mu Mihy nekega dne pove, da ga je izkoristil kolikor se je dalo in je njuno prijateljstvo končano. Janesz se poslovi in odide. Tava po ulicah in se znajde na tržnici, kjer si od praznega dolgčasa ogleduje zelenjavo. Kmalu sreča svoja starša in vsi zajokajo od sreče ob ponovnem snidenju. Povabita ga na kosilo in Janesz privoli. Med kosilom začneta pogovor o nevesti in njuni želji po vnukih. Janesz hitro steče k Margot in jo vpraša, če bi imela otroka. Margot privoli, vendar pove da mora najprej nehati jemat tablete proti zanositvi. Po spolnem odnosu se vrne k staršema in pove, da je potomec na poti. Margot kmalu pripelje domov in jo predstavi kot bodočo nevesto. Prijetno kramljajo in se dogovorijo o datumu poroke.
Na poti na magistrat, kjer naj bi se Janesz tisti dan poročil, sreča Mihyja ki nad njim izrazi razočaranje, ker je opustil svoj načrt in se odločil za poročiti. Janesza Mihyjeve besede zbegajo, zato začne dvomiti v svojo odločitev. V zamišljenosti pozabi na čas in zamudi na lastno poroko. Oče in mati se ga od sramote odkrižata, Margot pa solzna zapusti magistrat. Janesz je zopet popolnoma sam.

### 70-80
V naslednjih dnevih prejme Margotino pismo, kjer ga označi za strahopetca in pove, da je splavila. Janesz od jeze zmečka pismo in zažge eno od trafik. Ponovno se sreča z rabljem, ki mu očita, da je strahopetec in da dela v trafiki, ker želi opazovati žandarje. Zbudi ga močno tolčenje pripovedovalca po vratih trafike, ki mu predlaga da se pogovorita. Zvečer se Janesz oglasi pri njem doma in mu prinese darilo. Med pitjem vina in kajenjem cigarete se mu opravičuje za izdajo, ki je privedla do tega, da je moral v zapor. Zopet zaspi in sanja rablja kako ga muči, potem pa ga predrami pripovedovalec ki mu pove, da mora v službo. Spije kavo in obljubi, da bo od zdaj naprej redno prihajal na obisk. 
Nekega dne se odpravi do Gregorjevega stanovanja, ki pa je popolnoma razbito, Gregor pa pijan leži na postelji. Ko se zbudi mu je pove, da se je sprl z ženo, ker je pijanec in da je z otrokoma odšla. Janesz ga še malo posluša, potem pa v tišini odide.
Janesz kmalu ugotovi da ni zadovoljen z življenjem ki ga živi. Razmišlja o Napoleonu in drugih velikih zgodovinskih osebnostih. Težko prenaša misel, da se zgodovina gradi brez njega . Želi si pustiti službo, vendar se boji, da bi ga to spravilo še v večjo pogubo.
Nekega dne se ustraši starke, ki mu ponuja rože in z mostu pade v Ljubljanico. Pod vodo sanjari, da se pogovarja z Povodnim možem, ki ga povabi na večerjo z Urško. Povodni mož in Urška hitro izgineta in prikaže se je Rabelj. Janezu postane slabo in začne bruhati. Ko se zbudi vidi potapljače in moškega v beli halji, in se zave, da je spet v bolnišnici.

### 80-90
Ko je Janesz odpuščen iz bolnišnice pove pripovedovalcu, da gre potovat in uresničit svoje želje. Obljubi mu, da se bo redno javljal preko razglednic.
Prvo razglednico pripovedovalec prejme po sedmih dneh iz Benetk, drugo iz Torina, tretjo iz Marseillesa, četrto spet iz Marseillesa, peto iz Lyona, šesto iz Amsterdama, sedmo iz Pariza, osmo iz Strasbourga in deveto iz Münchna. Nato šest mesecev ne prejme nobene.
Pripovedovalec opiše Janeszovo potovanje. Pove, da je v Benetkah poskušal navezovati stike z ljudmi, vendar so ga ljudje samo čudno gledali. Kupil je vozovnico za prvi vlak in se odpeljal v Torino, kjer se je dogajalo podobno. V Torinu so delavci v tovarni Fiat stavkali in Janesz se je počutil pomembnega, ker je prisostvoval. Stavka se je končala z nasiljem in prihodom policije med aretiranci pa je bil tudi Janesz. Ker je bil tuj državljan, so mu ukazali, da mora v 24 urah zapustiti Italijo. Vkrcal se je na ladjo, kjer ga je neki Bosanec povlekel v kuhinjo in ga prisilil v delo. Pobral mu je ves denar in vsak teden tudi njegovo plačo. Po treh tednih pa je Janesz udaril Bosanca in pobegnil. Štopal je na postaji in se odpeljal proti Lyonu. Naslednje jutro se je zbudil v parku v Lyonu. Na klopi je sedelo dekle, ki je pletlo jopo. Dekle, Marie, ga je povabilo v svoje stanovanje, kjer se je lahko spočil in skopal. Povedala mu je, da ga je čakala vse življenje in da je njen princ na belem konju, potem pa sta se poljubila. Poročila sta se in odšla na poročno potovanje v Amsterdam, kjer sta se hitro ločila, ker je Janesz želel obiskati hotel v Utrechtu, kjer naj bi živela Silvia Krystel. Marie je užaljeno poklicala taksi in se odpeljala, Janesz pa je šel v ParizPariz. Ugotovil je, da je voznik njegovega taksija Slovenec in ta mu je celo pot razlagal o svojem življenju v Sloveniji. Povabil ga je k sebi na večerjo, potem pa sta se razšla. Pripovedovalec ne ve podrobnosti ostalega potovanja, le da je Janesz srečal sošolca v Parizu, ki mu je povedal da ga preganjajo sanje, nato pa je izginil.
Ko je minilo leto od Janeszovega odhoda in od njega ni bilo ne duha ne sluha, se pripovedovalec odloči, da o tem obvesti njegove starše, nakar se pred vrati prikaže shujšani in onemogli Janesz. Leže na kavč in zaspi za tri dni.

### 90-103
V sanjah zopet sreča Rablja, oblečenega v žandarja. Janesz leži na natezalnici in rabelj je prične z mučenjem. Medtem ko Janesz spi in mu je pripovedovalec sezuva čevlje, opazi da ima zvit in otekel gleženj. Janez se zdrzne in zbudi, opraviči se, ker ni pisal razglednic in pove, da je vedno nekaj prišlo vmes, nato pa oba zaspita. Ko se pripovedovalec zbudi Janesza ni več v stanovanju. Najde le pismo, v katerem Janesz piše, da je moral oditi in da je poleg vzel še nekaj denarja. Janez se z denarjem odpravi do Maksi marketa, kjer kupi nov megafon. Na ulici začne vpiti, naj mu sledijo in ga izvolijo za predsednika skupščine. Policaj ga poskuša ustaviti, vendar Janesz ne preneha. Zapodi se v tek, kjer spregleda stopnice in z glavo močno udari v beton. Omotično se zagleda v daljavo in dobi občutek, da se pogovarja z avtomobili, ki mu sledijo in odgovarjajo. Spet se sreča z Rabljem, vendar je tokrat Rabelj zvezan na natezalu, Janez pa sedi za mizo in ga muči.
Ko se zbudi, sedi pred zdravnikom in inšpektorjem. Povesta mu, da ga bodo zaradi njegovega nemogočega obnašanja prepustili strokovnjakom. Janesz pobegne iz bolnišnice in med svojim odhodom ponovno sreča gospoda s črnim klobukom. Zjutraj se pojavi pred stanovanjem pripovedovalca in ga prosi, če se lahko pri njem skrije, ker ga iščejo. Pri njem ostane toliko časa, dokler se na vratih stanovanja ne pojavi policija, ki išče predsednika Sveta. Janesz misli, da želijo njega in se jim preda. Ko ga odslovijo se dolgo skriva na Rožniku, nato pa v Polhograjskih dolomitih, kjer skoraj zmrzne. Izmučen in shujšan se nekega dne prikaže pred vrati norišnice in pove, da se predaja. Nihče ga ne razume, zato mu medicinska sestra pove, da lahko pride na pregled čez dva meseca. Razočaran se sprehaja po Ljubljanskih ulicah in premaguje spanec. Ker hodi in spi ga kmalu zbije avtobus, nesrečo pa preživi. Naslednji dan Pripovedovalec obišče Janesza v bolnici in mu prinese pomaranče in sok. Janez ga stokajoče sprašuje, zakaj se vse to dogaja prav njemu. Pripovedovalec ga tolaži in mu govori, da je morda le zgrešil pot svojega delovanja. Janesz ga v pogovoru zmanipulira, da mu obljubi denar, da bo lahko ustanovil firmo in začel znova. Ko Janez zapusti bolnišnico ga ugrabijo trije možje s črnimi klobuki in mu povedo, da so ga dolgo opazovali in ga izbrali za maskoto njihove partije. Postavijo ga na oder pred veliko množico, kjer vzklikajo njegovo ime in od njega želijo govor. Naenkrat stoji pred ogledalom skozi katerega se mu smeji rabelj. Hkrati v ogledalo zalučata steklenico in razbijeta se ogledalo in Janesz z njim. Zbudi se na tleh pred Križankami in nasproti mu stopa pripovedovalec. Janesz mu želi pripovedovati o gospodih s klobuki in plašči, pripovedovalec pa ga prekine in mu pove, da ima vsak izmed nas kakšnega gospoda s klobukom v sebi. Skupaj stopita v »Nov dan, starih norosti«.